# Idaea lumaria
Idaea lumaria là một loài bướm đêm trong họ Geometridae.